# Astragalus fasciculifolius
Astragalus fasciculifolius är en ärtväxtart. Astragalus fasciculifolius ingår i släktet vedlar, och familjen ärtväxter. Utöver nominatformen finns också underarten A. f. fasciculifolius.